# Robert Mitchum
Robert Charles Durman Mitchum (Bridgeport, Connecticut, 6 de agosto de 1917-Santa Bárbara, California, 1 de julio de 1997) fue un prolífico actor de cine y cantante estadounidense nominado al premio Óscar. Mitchum es recordado principalmente por sus papeles como protagonista en algunas de las obras más importantes del género conocido como cine negro. Asimismo, se le considera un precursor del antihéroe prevaleciente en el cine de los años cincuenta y sesenta.

## Vida y carrera
Su madre, Ann (de soltera Gunderson), descendía de noruegos e irlandeses; su padre, James Thomas Mitchum, de irlandeses solamente. Este trabajaba en los astilleros y en el ferrocarril. Una hermana mayor, Annette (conocida como Julie Mitchum), nació en 1913. Mitchum la siguió, igualmente en Bridgeport (Connecticut). 
El padre falleció en un accidente en la estación ferroviaria del condado de Charleston (Carolina del Sur), en febrero de 1919, cuando Robert contaba solamente dos años de edad. La madre consiguió una pensión por viudez del Gobierno y pronto se dio cuenta de que estaba embarazada de su tercer hijo. Regresó con su familia a Connecticut y se casó con un exmayor del Ejército británico que le ayudó a cuidar a los niños. En septiembre de 1919 nació John, hermano pequeño, pero no el último: su madre aún tendría un hijo más de su esposo británico. Cuando sus niños alcanzaron la edad suficiente para asistir a la escuela, Ann encontró empleo como linotipista.
A lo largo de la infancia, Robert se ganó fama de bromista y camorrista, y a menudo se veía involucrado en peleas o travesuras. Así que, cuando tenía doce años, su madre Ann lo envió a vivir con sus abuelos en Felton (Delaware), para ver si podía mejorar de carácter; pero allí fue prontamente expulsado de la escuela secundaria por pelearse con el director.

### Juventud problemática
Tras ser expulsado de la High School, no volvió a casa y prefirió recorrer otros rumbos. Viajó por todo el país como polizón en vagones de ferrocarril y se mantuvo con trabajos ocasionales: desde cavar zanjas a incluso boxear profesionalmente. Fueron numerosas sus aventuras durante los años de la Gran Depresión. A los catorce años fue arrestado en Savannah (Georgia), por vagabundeo. Mitchum se escapó y regresó a casa de su familia en Delaware. Fue durante este tiempo, mientras se recuperaba de lesiones que casi le hicieron perder una pierna, cuando conoció a la mujer con quien se casaría, la adolescente Dorothy Spence. Pero pronto volvió a la carretera y a viajar escondido en los vagones de ferrocarril, convirtiéndose en un joven sin destino y con personalidad de sesgo rebelde e inestable. En esta época se dice que un combate de boxeo le dejó como secuela un ojo vago y su característica mirada semisomnolienta.

### Inicios como actor
Mitchum llegó a Long Beach, California, en 1936 y se hospedó con su hermana Annette, que ahora se llamaba Julie. Ella había emigrado a la costa oeste con la esperanza de ser actriz de cine, y pronto el resto de la familia Mitchum se les unió en Long Beach. Durante este tiempo, Mitchum trabajó como escritor fantasma para el astrólogo Carroll Righter; su hermana Julie lo convenció para unirse a la farándula teatral del lugar. En sus años con este gremio en Long Beach, Mitchum se ganaba la vida como escenógrafo y, ocasionalmente, como actor secundario en las producciones de la compañía. También escribió varias piezas cortas que fueron interpretadas por sus colegas y amigos. Según la biografía de Lee Server (Robert Mitchum: Baby, I Don't Care), Mitchum puso su talento poético a trabajar en letras de canciones y monólogos para las actuaciones como cantante y humorista de Julie.
En 1940 regresó a Delaware para casarse con Dorothy Spence, pero además se la trajo a California. Empezó a pasar estrecheces económicas cuando nació su primer hijo James, apodado Josh, que aumentaron cuando tuvo dos hijos más, Chris y Petrine. Mitchum logró por fin encontrar un empleo estable en California como operador de máquinas en la Lockheed Aircraft Corporation, pero el ruido de la maquinaria lo estaba volviendo medio sordo y además sufrió un colapso nervioso y una ceguera temporal por el estrés que sufría con ese duro trabajo. Así que a los veinticinco años un agente de talentos, amigo de su hermana, lo convenció para que intentara ser actor e ingresara en el Long Beach Theater Guild. Aunque no había terminado aún el curso, debido a su físico corpulento y su particular presencia fue contratado en Hollywood para papeles cortos de extra y rufián. Su oportunidad, sin embargo, llegó en 1943, cuando el productor de Paramount Harry Sherman lo contrató para participar en una serie de wésterns llamada Hopalong Cassidy, protagonizada por William Boyd. 
Después de impresionar al director Mervyn LeRoy durante el rodaje de Thirty Seconds Over Tokyo, Mitchum firmó un contrato de siete años con RKO Radio Pictures y se encontró preparado para el estrellato al formar parte de una serie de adaptaciones de Zane Grey, convertidas en películas del oeste de cine B.

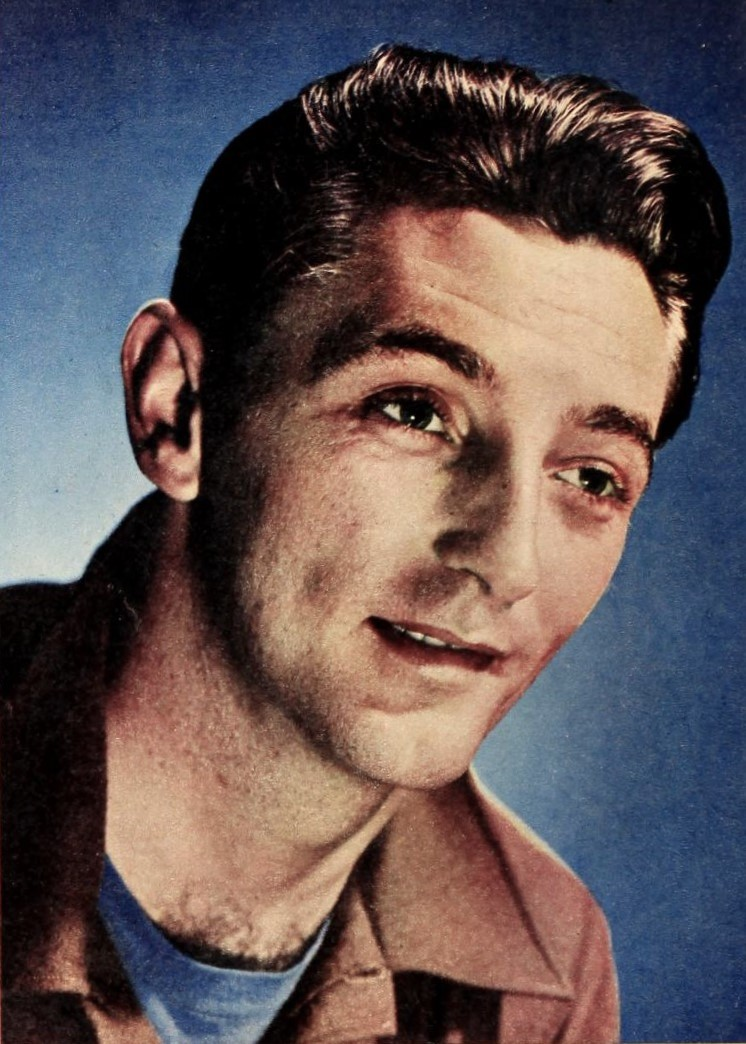
Robert Mitchum en 1946

Tras el wéstern Nevada, Mitchum fue prestado por RKO a United Artists para el filme de William A. Wellman, También éramos seres humanos de 1945. En la película, retrató al militar cansado de la guerra Bill Walker (basado en el capitán Henry T. Waskow), quien permanece resuelto a pesar de los problemas que enfrenta. La película que sigue a un soldado común a través de los ojos del periodista Ernie Pyle (interpretado por Burgess Meredith), se convirtió en un éxito inmediato comercial y de crítica. Poco después de hacer la película, Mitchum fue reclutado por el Ejército de los Estados Unidos, sirviendo en Fort MacArthur, California. En los premios de la Academia de 1946, También éramos seres humanos fue nominada para cuatro óscars, incluyendo la única nominación de Mitchum al mejor actor de reparto. Terminó el año con un wéstern (West of the Pecos) y una historia sobre el regreso de militares veteranos de la Marina (Till the End of Time), antes de abordar un género que llegó a definir la carrera de Mitchum: el cine negro.

### Cine negro

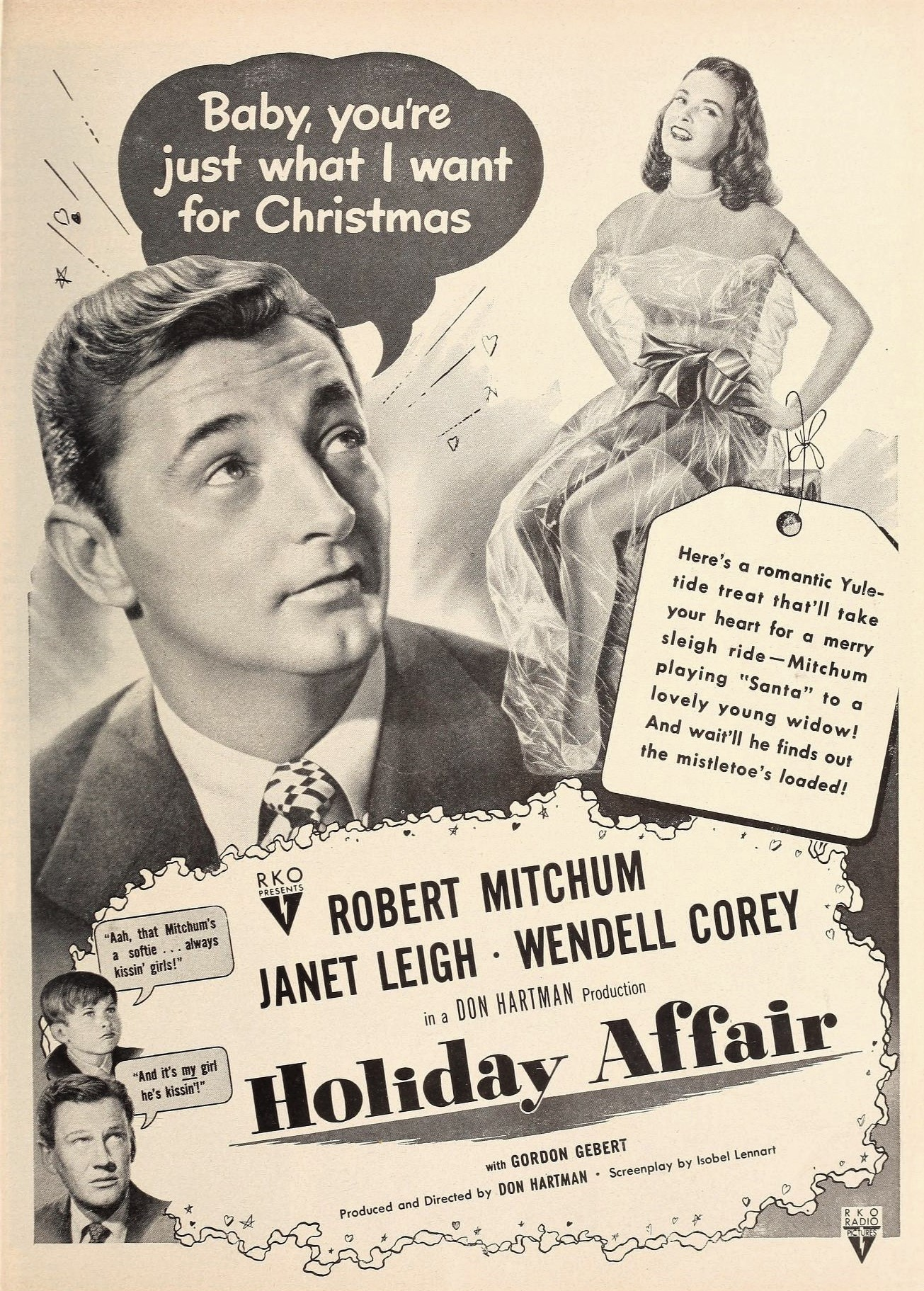
Cartel de Holiday Affair en 1949

Mitchum fue conocido sobre todo por su trabajo en el cine negro. Su primera incursión en el género fue un papel de reparto en la película de 1944 de cine B Cuando los extraños se casan, acerca de unos recién casados y un asesino en serie en la ciudad de Nueva York. Undercurrent, de Vicente Minnelli, otro de los primeros filmes de Mitchum, le ofreció interpretar a un hombre preocupado y sensible enredado en los asuntos de su hermano (Robert Taylor) y la esposa sospechosa de su hermano (Katharine Hepburn). The Locket de John Brahm (1946) presentaba a Mitchum como el exnovio amargado de la femme fatale, Laraine Day. En la película del maestro del género Raoul Walsh, Pursued (1947) el personaje de Mitchum trata de recordar su pasado y encontrar a los responsables de matar a su familia. Crossfire (también de 1947) presentó a Mitchum como parte de un grupo de soldados, uno de los cuales mata a un judío en un acto de odio racista. Trataba temas como el antisemitismo y la inadecuada instrucción militar. La película, dirigida por Edward Dmytryk, logró cinco nominaciones a los Óscars de la Academia.
Después de Crossfire, Mitchum protagonizó Out of the Past, dirigida por Jacques Tourneur y con escenografía de Nicholas Musuraca. Mitchum interpretó a Jeff Markham, propietario de una gasolinera de una pequeña ciudad y exinvestigador, cuyo asunto inacabado con el jugador Whit Sterling (Kirk Douglas) y la mujer fatal Kathie Moffett (Jane Greer), vuelve para acosarlo. Está considerada como una de sus mejores interpretaciones y la rivalidad con Douglas los dejó enemistados para toda la vida.
El 1 de septiembre de 1948, después de una serie de películas de éxito para RKO Pictures, Mitchum y la actriz Lila Leeds fueron arrestados por posesión de marihuana. El arresto fue el resultado de una operación diseñada para capturar también a otros juerguistas de Hollywood, pero Mitchum y Leeds no recibieron el aviso. Después de pasar una semana en la cárcel del condado (describió la experiencia a un reportero como «Palm Springs, pero sin el riff-raff»), Mitchum pasó cuarenta y tres días (del 16 de febrero al 30 de marzo) en una cárcel de Castaic (California), donde los fotógrafos de Life le tomaron fotos limpiando con su mono carcelario. Esta detención se convirtió en la inspiración de la película She Shoulda Said No! (1949), dirigida por Sam Newfield. La condena fue más tarde revocada por la corte de Los Ángeles y la oficina del fiscal de distrito el 31 de enero de 1951, con la siguiente declaración:

Después de una exhaustiva investigación de las pruebas y testimonios presentados en el juicio, el tribunal ordena que se deje de lado el veredicto de culpabilidad, se le declare inocente y el informe o denuncia sea desestimado.

A pesar de sus problemas con la ley, las películas que estrenó después de su arresto fueron éxitos de taquilla. Rachel y el extraño (1948) presenta a Mitchum en un papel de secundario como hombre de montaña que compite por el amor de Loretta Young, sirviente y esposa de William Holden. También apareció en la adaptación cinematográfica de la novela de John Steinbeck El potro rojo (1949) como un vaquero de confianza de una familia ranchera. Regresó al verdadero cine negro en The Big Steal (también de 1949), donde volvió a unirse a Jane Greer en una película del especialista en el género Don Siegel.

### Carrera en los años 50 y 60
En Where Danger Lives (1950), Mitchum interpretó a un médico que se interpone entre una mentalmente desequilibrada Faith Domergue y un cornudo Claude Rains. The Raquet era una nueva versión del drama criminal del mismo nombre y presenta a Mitchum como capitán de policía que lucha contra la corrupción en su distrito. La película de Josef von Sternberg Macao (1952), coprotagonizada por Jane Russell, presentaba a Mitchum como una víctima de identidad equivocada en un casino exótico. La obra maestra del cine negro Cara de ángel (Angel Face) de Otto Preminger fue la primera de las tres colaboraciones entre Mitchum y la actriz británica Jean Simmons; esta interpreta a una heredera loca que planea seducir al joven conductor de ambulancia Mitchum para asesinar por ella.

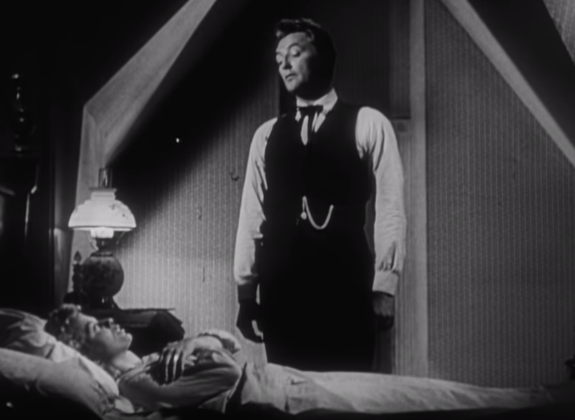
Fotograma de La noche del cazador con Mitchum y Shelley Winters

Tras una serie de wésterns convencionales y películas negras y un filme con Marilyn Monroe, River of No Return (1954), apareció en la única película de Charles Laughton como director, La noche del cazador (1955). Basada en una novela de Davis Grubb, el thriller lo protagonizó Mitchum como un monstruoso y enloquecido asesino en serie que se hace pasar por predicador para encontrar un dinero escondido por su compañero de celda en algún lugar de la casa de la familia de este último. Su actuación como el reverendo Harry Powell es considerada por muchos como una de las mejores de su carrera, y le consagró como uno de los mejores «malos» de todos los tiempos, también por papeles como el de Max Cady en El cabo del terror (1962). El melodrama de Stanley Kramer, Not as a Stranger, también fue lanzado en 1955 y fue un éxito de taquilla.
El 8 de marzo de 1955, Mitchum formó DRM (Dorothy y Robert Mitchum) Producciones para producir 5 películas para United Artists; aunque al final solo se pudieron hacer cuatro. La primera fue Bandido (1956). Tras una sucesión de wésterns convencionales y la mal recibida Foreign Intrigue (1956), Mitchum protagonizó la primera de sus tres películas con Deborah Kerr. El drama de guerra y obra maestra de John Huston, Heaven Know, Mr. Allison, en que interpreta un cabo infante de marina naúfrago y aislado en una isla del Pacífico solo con una monja como única compañera, la hermana Ángela (Deborah Kerr). En este estudio de personajes, estos luchan por resistir no solo a los elementos y al ejército invasor japonés, sino la propia atracción amorosa que sienten el uno por el otro, fruto de su forzosa convivencia. La película fue nominada para dos premios de la Academia, incluyendo el de mejor actriz y el de mejor guion adaptado. Por este papel además Mitchum fue nominado para un premio BAFTA al mejor actor extranjero. En el clásico de submarinos de la Segunda Guerra Mundial The Enemy Below (1956), Mitchum cuajó una gran actuación como Murrell, el capitán de un destructor de la Marina de EE. UU. que compite en ingenio con un capitán alemán de submarino interpretado por Curt Jurgens, que protagonizó con Mitchum nuevamente la legendaria película de 1962 The Longest Day. La película ganó un premio Óscar de efectos especiales.
Thunder Road (1958), la segunda producción de DRM, se inspiraba en un incidente real en el que un conductor que transportaba alcohol ilegal se había estrellado fatalmente en Kingston Pike en Knoxville (Tennessee), entre Bearden Hill y Morrell Road. Según el escritor Jack Renfro, el incidente ocurrió en 1952 y James Agee pasó la historia a Mitchum, quien no solo protagonizó la película, sino que también la produjo, coescribió el guion y (se rumorea) dirigió incluso gran parte de su metraje él mismo. Mitchum también coescribió (con Don Raye) la canción de la película The Ballad of Thunder Road. Fue a México para The Wonderful Country (1959) y a Irlanda para A Terrible Beauty / The Night Fighters, la última de sus Producciones DRM. 
Mitchum y Kerr se reunieron para la película de Fred Zinnemann, The Sundowners (1960), una obra maestra donde interpretaron a marido y mujer luchando durante la Depresión en Australia y trabajando en la esquila de lana. Frente a Mitchum, Kerr fue nominada para otro Óscar de mejor actriz, y la película entera fue nominada a cinco óscars. Mitchum fue galardonado con el Premio de la Junta Nacional de Críticos de ese año como mejor actor. El premio también reconoció su trabajo en el wéstern de Vincente Minnelli Home from the Hill (también de 1960).
La actuación de Mitchum como el violador amenazadoramente vengativo Max Cady en Cape Fear / El cabo del terror (1962) le atrajo aún más atención, pero lo encasilló en papeles de personajes cínicos y depredadores. Pasó así los años sesenta en películas menores y oportunidades perdidas. Sin embargo, entre las más notables en esta década se incluyen la épica El día más largo (1962) y Two for the Seesaw (1962), donde interpreta a un maduro y angustiado divorciado que mantiene relaciones con una joven bailarina fracasada, Shirley MacLaine, otra película bélica, Anzio (1968), y una comedia musical también con Shirley MacLaine, ¡Qué manera de ir! (1964), así como el legendario wéstern de Howard Hawks El Dorado (1967), un remake de Río Bravo (1959) en el cual Mitchum asumió el papel de Dean Martin, el sheriff borracho al que ayuda su amigo John Wayne.

### Últimos años

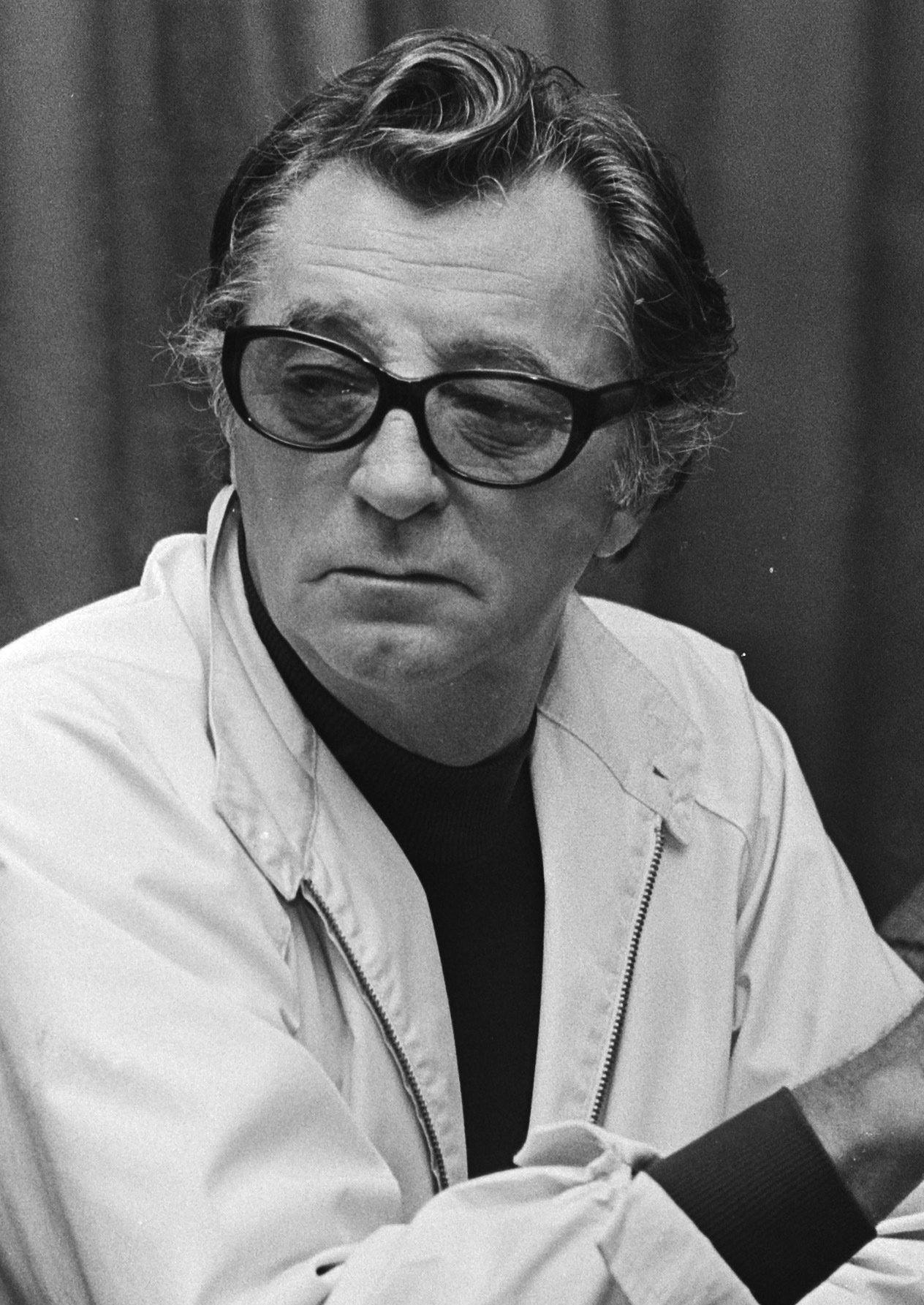
Robert Mitchum en 1976

Mitchum se apartó de su personaje típico de la pantalla con la película de David Lean, Ryan's Daughter, en la que interpretó a Charles Shaughnessy, un maestro de primaria en la Irlanda de la Primera Guerra Mundial. Aunque la película fue nominada para cuatro premios de la Academia (ganó dos) y Mitchum fue muy propuesto, no fue nominado a mejor actor por la Academia. George C. Scott ganó el premio por su actuación en Patton, un proyecto que Mitchum había rechazado por Ryan's Daughter. Los años setenta incluyeron a Mitchum en varios thrillers bien recibidos: Los amigos de Eddie Coyle (1973) y The Yakuza de Sydney Pollack (1974). También apareció en Midway (1976), sobre la batalla naval de la Segunda Guerra Mundial en 1942. La interpretación de Mitchum como un envejecido Philip Marlowe en la adaptación de Raymond Chandler, Farewell, My Lovely / Adiós muñeca (1975) fue suficientemente bien recibida por audiencias y críticos como para que repitiera el personaje en el The Big Sleep de 1978.
En 1982, Mitchum, se fue a Scranton (Pensilvania) para interpretar al entrenador Delaney en la adaptación cinematográfica de la obra ganadora del premio Pulitzer del dramaturgo / actor Jason Miller That Championship Season. Amplió su trabajo a la televisión con la miniserie de 1983 Vientos de guerra. Era una historia de Herman Wouk en la que se gastó un considerable presupuesto y se exhibió en la ABC; Mitchum detentaba el papel protagonista del oficial naval «Pug» Henry. Esta serie describía los acontecimientos previos a la participación de Estados Unidos en la Segunda Guerra Mundial.
En el momento de surgir la contracultura, Mitchum había desarrollado su propio punto de vista sobre la guerra de Vietnam y fue acusado de hacer comentarios racistas y antisemitas en la prensa y se disculpó tras una entrevista en Esquire (1983).
También interpretó al suegro de George Hazard en la miniserie Norte y Sur, que también se transmitió en ABC. Lo siguió en 1988 con War and Remembrance.
En 1987, Mitchum fue actor invitado al Saturday Night Live, donde interpretó a Philip Marlowe por última vez en el boceto de parodia «Death Be Not Deadly».
En 1991 le fue concedido un premio al logro de toda una vida por la Junta Nacional de Revisión de Películas, así como el Premio Cecil B. DeMille de los Globos de Oro en 1992. 
Mitchum siguió actuando en las películas hasta mediados de la década de 1990, como en el wéstern Dead Man de Jim Jarmusch. También apareció, en contraste con su papel como antagonista del protagonista en el original, como un detective de la policía en el remake de Martin Scorsese de El cabo del miedo. Su última aparición en una película fue un papel pequeño pero fundamental en el biopic de la televisión, James Dean: Race with Destiny, interpretando al director de Gigante, George Stevens. 
En 1993 ganó el Premio Donostia del Festival de San Sebastián.
Su último papel protagonista fue en la película noruega Pakten de 1995.

## Vida personal

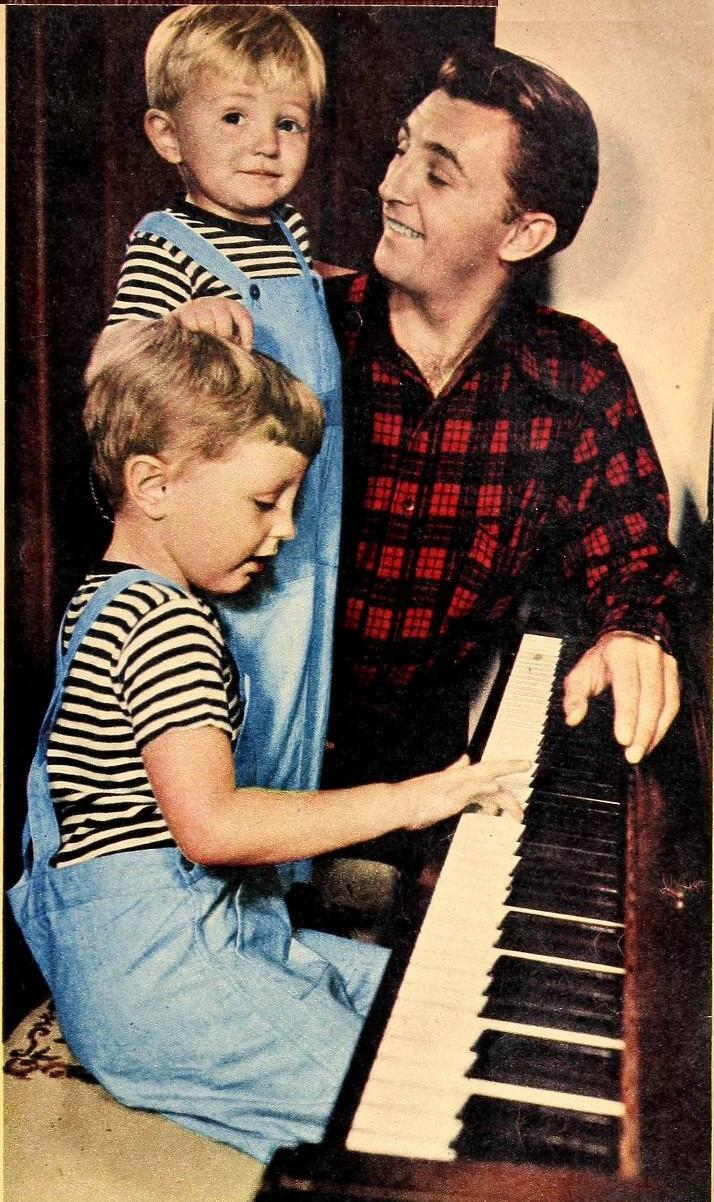
Escena familiar de Mithcum con sus hijos James y Chris

En 1940 se casó con Dorothy Spence y tuvo dos hijos: James Mitchum y Chris Mitchum, ambos actores.  Posteriormente además, fuera del matrimonio, también una hija a la que llamó Petrina. Dorothy Spence nunca se divorció de Mitchum a pesar de que su nombre estuvo asociado al escándalo y el desenfreno del mundillo hollywodense; se le conocieron publicitados affaires con Carroll Baker en Cannes, Marilyn Monroe, Rita Hayworth, Ava Gardner y Shirley McLaine, y fue llevado en varias ocasiones a los tribunales por posesión ilícita de drogas.

### Fallecimiento
Robert Mitchum fumador empedernido toda su vida, falleció el 1 de julio de 1997 de complicaciones de un cáncer de pulmón y un enfisema en Santa Bárbara, California,  cinco semanas antes de cumplir ochenta años. Su cuerpo fue incinerado y sus cenizas esparcidas en el mar, aunque hay un monumento en el Cementerio Odd Fellows de Delaware. Le sobrevivió su esposa durante diecisiete años, Dorothy Mitchum (2 de mayo de 1919-12 de abril de 2014, Santa Bárbara, California, 94 años); sus hijos, los actores James Mitchum y Christopher Mitchum; su hija, la escritora Petrine Day Mitchum, y sus nietos, Bentley Mitchum y Carrie Mitchum, también actores, al igual que su hermano menor, John, que murió en 2001. Otro nieto, Kian, es un modelo de éxito.

## Música
Uno de los aspectos menos conocidos de la carrera de Mitchum fueron sus incursiones en la música, como cantante y compositor. El crítico Greg Adams escribe «A diferencia de la mayoría de otros vocalistas celebridades, Robert Mitchum realmente tenía talento musical». La voz de Mitchum se usó a menudo en lugar de la de un cantante profesional cuando su personaje cantó en sus películas. Las producciones notables que ofrecían la voz de canto de Mitchum incluyeron a Raquel y el extraño, River of No Return y La noche del cazador. Después de escuchar la música tradicional de calipso y de conocer a artistas como Mighty Sparrow y Lord Invader durante la filmación de Heaven Knows, Mr. Allison en la isla del Caribe de Tobago, grabó Calypso - Is like so... en marzo de 1957. En el álbum de Capitol Records, emuló el sonido y el estilo del calipso, adoptando incluso las pronunciaciones y el argot únicos del estilo. Un año más tarde, grabó una canción que había escrito para Thunder Road, titulada The Ballad of Thunder Road. La canción de estilo country se convirtió en un éxito modesto para Mitchum, alcanzando el número 69 en el Billboard Pop Singles. La canción fue incluida como bonus en una exitosa reedición de Calypso... y ayudó a comercializar la película a un público más amplio.
Aunque Mitchum siguió usando su voz de cantante en su trabajo cinematográfico, esperó hasta 1967 para grabar su segundo álbum, That Man, Robert Mitchum, Sings. El álbum, lanzado por el sello de Nashville Monument, lo llevó más lejos en la música country, y presentó canciones similares a The Ballad of Thunder Road. Little Old Wine Drinker Me, el primer sencillo, fue un éxito top diez en la radio country, alcanzando el número nueve.El tema You Merive Each Otro, también figura en el Billboard Country Singles. Cantó la canción del título en la película Young Billy young de 1969. Mitchum coescribió y compuso la música para un oratorio que fue producido por Orson Welles en el Hollywood Bowl.

## Legado
Mitchum es considerado por algunos críticos como uno de los mejores actores de la edad de oro de Hollywood. Roger Ebert lo llamó «el alma del cine negro». Pero él en persona era más que modesto; en una entrevista con Barry Norman para la BBC sobre su contribución al cine, Mitchum lo detuvo a la mitad y, con su típico estilo pasota, comentó: «Mira, tengo dos tipos de actuación: a caballo y sin caballo. Eso es todo». Su minimalismo también consiguió molestar a algunos de sus compañeros actores al expresar su perplejidad ante los que veían la profesión como un trabajo duro, complejo y desafiante. En la entrevista con Barry Norman, se dice que dijo que actuar era realmente simple y su trabajo consistía en «presentarse a tiempo, conocer las líneas, dar en el clavo e irse a casa». Mitchum tenía la costumbre de marcar la mayoría de sus apariciones en el guion con las letras NRA, que significaban 'no se requiere acción'.
AFI's 100 Years... 100 Stars clasifica a Mitchum como la 23.ª estrella masculina más grande del cine clásico de Hollywood. AFI también reconoció su actuación como el violador y acosador Max Cady y como reverendo Harry Powell como los 28.º y 29.º más grandes villanos de la historia de la pantalla en 100 años.

## Filmografía
- The Magic of Make-Up (1942) (documental)
- The Human Comedy (1943)
- Hoppy Serves a Writ (1943)
- Aerial Gunner (1943)
- Border Patrol (1943)
- Follow the Band (1943)
- The Leather Burners (1943)
- Colt Comrades (1943)
- We've Never Been Licked (1943)
- Lone Star Trail (1943)
- Beyond the Last Frontier (1943)
- Corvette K-225 (1943)
- Bar 20 (1943)
- Doughboys in Ireland (1943)
- False Colors (1943)
- Minesweeper (1943)
- The Dancing Masters (1943)
- Cry 'Havoc' (1943)
- Riders of the Deadline (1943)
- Todos a una (1943)
- Johnny Doesn't Live Here Anymore (1944)
- Mr. Winkle Goes to War (1944)
- When Strangers Marry (1944)
- Girl Rush (1944)
- Thirty Seconds over Tokyo (1944)
- Nevada (1944)
- The Story of G.I. Joe (1945)
- West of the Pecos (1945)
- Till the End of Time (1946)
- Undercurrent (1946)
- The Locket (1946)
- Pursued (1947)
- Crossfire (1947)
- Desire Me (1947)
- Out of the Past (1947)
- Rachel and the Stranger (1948)
- Blood on the Moon (1948)
- The Red Pony (1949)
- The Big Steal (1949)
- Holiday Affair (1949)
- Where Danger Lives (1950)
- Hollywood Goes to Bat (1950)
- My Forbidden Past (1951)
- His Kind of Woman (1951)
- The Racket (1951)
- Macao (1952)
- One Minute to Zero (1952)
- The Lusty Men (1952)
- Angel Face (1952)
- White Witch Doctor (1953)
- Second Chance (1953)
- She Couldn't Say No (1954)
- River of No Return (1954)
- Track of the Cat (1954)
- Not as a Stranger (1955)
- The Night of the Hunter (1955)
- Man with the Gun (1955)
- Foreign Intrigue (1956)
- Bandido (1956)
- Heaven Knows, Mr. Allison (1957)
- Fire Down Below (1957)
- Duelo en el Atlántico (1957)
- Thunder Road (1958)
- The Hunters (1958)
- The Angry Hills (1959)
- The Wonderful Country (1959)
- Con él llegó el escándalo (1960)
- A Terrible Beauty (1960)
- The Sundowners (1960)
- The Grass Is Greener (1960)
- The Last Time I Saw Archie (1961)
- Cape Fear (1962)
- The Longest Day (1962)
- Two for the Seesaw (1962)
- The List of Adrian Messenger (1963) (cameo)
- Safari en Malasia (Rampage, 1963)[14]
- Man in the Middle (1964)
- Ella y sus maridos (1964)
- Mister Moses (1965)
- El Dorado (1966)
- The Way West (1967)
- Villa Rides (1968)
- Anzio (1968)
- El póker de la muerte (1968)
- Secret Ceremony (1968)
- Young Billy Young (1969)
- The Good Guys and the Bad Guys (1969)
- La hija de Ryan (1970)
- La casita en el árbol/Going Home (1971)
- The Wrath of God (1972)
- The Friends of Eddie Coyle (1973)
- The Yakuza (1975)
- Farewell, My Lovely (1975)
- La batalla de Midway (1976)
- The Last Tycoon (1976)
- The Amsterdam Kill (1977)
- Matilda (1978)
- The Big Sleep (1978)
- Breakthrough (1979)
- Agency (1980)
- Nightkill (1980)
- That Championship Season (1982)
- The Winds of War (1983) (miniserie)
- The Ambassador (1984)
- Maria's Lovers (1984)
- Reunión en Fairborough (1985)
- North and South (1985) (miniserie)
- Remembering Marilyn (1987) (documental)
- Marilyn Monroe: Beyond the Legend (1987) (documental)
- Mr. North (1988)
- War and Remembrance (1988) (miniserie)
- Scrooged (1988)
- John Huston: The Man, the Movies, the Maverick (1989) (documental)
- The Brotherhood of the Rose (1989)
- Midnight Ride (1990)
- Waiting for the Wind (1990)
- Believed Violent (1990)
- Cape Fear (1991)
- The Seven Deadly Sins (1992)
- Woman of Desire (1993)
- Tombstone (1993) (narrador)
- Backfire! (1995)
- Dead Man (1995)
- Waiting for Sunset (1995)
- Wild Bill: Hollywood Maverick (1996) (documental)
- James Dean: Race with Destiny (1997)

## Discografía
- Calypso - Is Like So... (1957, Capitol)
- That Man, Robert Mitchum, Sings (1967, Monument)

## Premios y distinciones
Premios Óscar
| Año  | Categoría              | Película                    | Resultado |
| ---- | ---------------------- | --------------------------- | --------- |
| 1946 | Mejor actor de reparto | También somos seres humanos | Nominado  |

Festival Internacional de Cine de San Sebastián
| Año  | Categoría       | Resultado |
| ---- | --------------- | --------- |
| 1993 | Premio Donostia | Ganador   |